# Martínovo
Martínovo (en rus: Мартыново) és un poble de l'óblast de Vladímir, a Rússia, segons el cens del 2012 tenia 11 habitants. Pertany al districte municipal de Múrom.